# Burg Großstadelhofen
Die Burg Großstadelhofen, auch Hildegardisburg genannt, ist eine abgegangene hochmittelalterliche Spornburg (Ringwallanlage) südlich von Großstadelhofen, einem Stadtteil von Pfullendorf im Landkreis Sigmaringen in Baden-Württemberg.
Die vermutlich auf dem „Schlossbühl“ in Spornlage auf 645 m ü. NHN gelegene Burganlage wurde erstmals 1475 erwähnt und zeigt heute nur geringe Wall- und Grabenreste zur Feldseite hin sowie Mauerschutt.
Bei ihr soll es sich der Sage nach um die Burg der Hildegard vom Linzgau (758–783), der Frau Kaiser Karls des Großen, handeln, deshalb auch „Hildegardisburg“ genannt. Laut Überlieferung, die aber erst im 17. Jahrhundert aufgeschrieben wurde, vergab Hildegard der Kirche zu Pfullendorf Güter und der Gemeinde zu Stadelhofen einen Wald, den Efpan.